# NGC 3952
NGC 3952 في الفهرس العام الجديد، هي مجرة، تقع في كوكبة العذراء. اكتشفت في 11 مارس 1787 بواسطة ويليام هيرشل.

## روابط خارجية
- NGC 3952 على موقع ويكي سكاي: DSS2, SDSS, GALEX, IRAS, Hydrogen α, X-Ray, Astrophoto, Sky Map, Articles and images